# Leesburg (Florida)
Leesburg ist eine Stadt im Lake County im US-Bundesstaat Florida mit 27.000 Einwohnern (Stand: 2020).

## Geographie
Die Stadt liegt rund 10 km westlich von Tavares und etwa 60 km nordwestlich von Orlando. Im Norden grenzt Fruitland Park an die Stadt.

## Geschichte
Die Stadt wurde am 12. Juli 1875 gegründet. 1884 wurde von der Leesburg and Indian River Railroad eine Bahnstrecke von Wildwood über Leesburg nach Tavares erbaut.

## Demographische Daten
Laut der Volkszählung 2010 verteilten sich die damaligen 20.117 Einwohner auf 10.625 Haushalte. Die Bevölkerungsdichte lag bei 416,5 Einw./km². 63,5 % der Bevölkerung bezeichneten sich als Weiße, 28,2 % als Afroamerikaner, 0,3 % als Indianer und 1,7 % als Asian Americans. 3,6 % gaben die Angehörigkeit zu einer anderen Ethnie und 2,7 % zu mehreren Ethnien an. 9,0 % der Bevölkerung bestand aus Hispanics oder Latinos.
Im Jahr 2010 lebten in 28,1 % aller Haushalte Kinder unter 18 Jahren sowie 37,3 % aller Haushalte Personen mit mindestens 65 Jahren. 60,0 % der Haushalte waren Familienhaushalte (bestehend aus verheirateten Paaren mit oder ohne Nachkommen bzw. einem Elternteil mit Nachkomme). Die durchschnittliche Größe eines Haushalts lag bei 2,31 Personen und die durchschnittliche Familiengröße bei 2,91 Personen.
26,8 % der Bevölkerung waren jünger als 20 Jahre, 23,3 % waren 20 bis 39 Jahre alt, 21,7 % waren 40 bis 59 Jahre alt und 29,0 % waren mindestens 60 Jahre alt. Das mittlere Alter betrug 41 Jahre. 45,8 % der Bevölkerung waren männlich und 54,2 % weiblich.
Das durchschnittliche Jahreseinkommen lag bei 36.061 $, dabei lebten 16,0 % der Bevölkerung unter der Armutsgrenze.
Im Jahr 2000 war Englisch die Muttersprache von 95,03 % der Bevölkerung, spanisch sprachen 4,05 % und 0,92 % hatten eine andere Muttersprache.

## Sehenswürdigkeiten
Die Lee School und das Mote-Morris House sind im National Register of Historic Places gelistet.

## Verkehr
Leesburg wird von den U.S. Highways 27 und 441 (SR 500/SR 25) sowie von den Florida State Roads 33, 44, 48 und 91 (Florida’s Turnpike, mautpflichtig) durchquert. Mit dem Leesburg International Airport besitzt die Stadt einen eigenen Flughafen. Der nächste internationale Flughafen ist der Orlando International Airport (rund 80 km südöstlich).

## Kriminalität
Die Kriminalitätsrate lag im Jahr 2010 mit 457 Punkten (US-Durchschnitt: 266 Punkte) im hohen Bereich. Es gab einen Mord, 14 Vergewaltigungen, 58 Raubüberfälle, 125 Körperverletzungen, 207 Einbrüche, 856 Diebstähle, 32 Autodiebstähle und zwei Brandstiftungen.

## Söhne und Töchter der Stadt
- Fred Norman (1910–1993), Jazzposaunist und Arrangeur
- Dan Hinote (* 1977), Eishockeyspieler und derzeitiger -trainer
- Theo Croker (* 1985), Jazztrompeter und Sänger